# توقیف فله‌ای مطبوعات
توقیف فله‌ای مطبوعات عنوانی است که برای توقیف هم‌زمان ده‌ها نشریهٔ اصلاح‌طلب در ایران و دستگیری روزنامه‌نگاران در اردیبهشت ۱۳۷۹ به‌دستور سید علی خامنه‌ای توسط قوهٔ قضائیهٔ جمهوری اسلامی به‌کار می‌رود. این توقیف‌ها با استناد به قانون اقدامات تأمینی مصوب ۱۳۳۹ (که اختیار دستگیری اراذل و اوباش پیش از ارتکاب مجدد به جرم را به قضات می‌دهد) انجام گرفت، و بیکاری صدها روزنامه‌نگار را در پی داشت. اصطلاح «توقیف فله‌ای مطبوعات» را نخستین بار میرحسین موسوی در اعتراض به توقیف گروهی مطبوعات اصلاح‌طلب در سال ۱۳۷۹ به‌کار برد.
اصلاح‌طلبان که به پیروزی بزرگی در انتخابات مجلس ششم دست یافته بودند، امید داشتند که طی روزهای بعد با اصلاح قانون مطبوعات (که در ماه‌های پایانی عمر مجلس پنجم تغییر و محدودیت‌های بیشتری را برای مطبوعات وضع کرده بود) مجدداً فضای رسانه‌ای کشور را به آزادی نسبی ایجادشده پس از دوم خرداد ۱۳۷۶ بازگردانند، اما سید علی خامنه‌ای با دستوری که بعد از اعلام آن توسط مهدی کروبی رئیس مجلس به حکم حکومتی معروف شد، مانع از اصلاح قانون مطبوعات شد.
بدین ترتیب فضای مطبوعاتی ایران، روزانه شاهد توقیف مکرر روزنامه‌ها و دستگیری بیش از پیش روزنامه‌نگاران شد.
توقیف مطبوعات از روزنامهٔ پرتیراژ جامعه آغاز گردید. گرچه نشریات نیز دوباره با دریافت مجوز تازه فعالیت خود را از سر می‌گرفتند. مجلس پنجم در روزهای آخر فعالیت خود با اصلاح قانون مطبوعات اختیارات تازه‌ای به دستگاه قضایی برای برخورد با مطبوعات داد. از جمله این‌که به‌جز مدیر مسئول روزنامه، نویسندهٔ مقاله هم می‌بایست در برابر محتوای آن در دادگاه مطبوعات پاسخگو باشد. هچنین انتشار نشریه‌ای همانندِ نشریهٔ توقیف‌شده ممنوع بود. به این ترتیب، نشریات توقیف‌شده با دریافت مجوز تازه هم امکان انتشار نداشتند. پس از روی کار آمدن مجلس ششم و تلاش برای افزایش آزادی‌های مطبوعاتی و لغو محدودیت‌ها، علی خامنه‌ای طی دستوری که حکم حکومتی نامیده شد، مجلس را از تغییر قانون منع کرد.
سعید مرتضوی که قبلاً به‌عنوان قاضی پرونده‌های امنیتی فعالیت می‌کرد، به‌عنوان قاضی مطبوعات منصوب شد و توقیف مطبوعات با استناد به قانون مربوط به کنترل اوباش را ابداع کرد.
بعضی از روزنامه‌نگاران دستگیرشده بعد از توقیف گستردهٔ مطبوعات به چندین سال حبس محکوم شدند. اکبر گنجی و عمادالدین باقی دو روزنامه‌نگار فعال پیرامون قتل‌های زنجیره‌ای همچنان دارای پرونده در دستگاه قضایی هستند.

## سخنرانی خامنه‌ای
این توقیف، یک روز پس از سخنرانی معروف خامنه‌ای انجام شد که در آن مطبوعات را به وابستگی به دشمن متهم ساخت:
بعضی از این مطبوعاتی که امروز هستند، پایگاه‌های دشمنند؛ همان کاری را می‌کنند که رادیو و تلویزیون‌های بی‌بی‌سی و آمریکا و رژیم صهیونیستی می‌خواهند بکنند!... من نه با آزادی مطبوعات مخالفم و نه با تنوع مطبوعات. اگر به جای بیست روزنامه، دویست روزنامه هم دربیاید، بنده خوشحال‌تر هم خواهد شد و از زیادی روزنامه‌ها احساس بدی ندارم. اگر مطبوعات آن هر چه بیشتر باشند بهتر است، اما وقتی مطبوعاتی پیدا می‌شوند که همه همتشان تشویش افکار عمومی، ایجاد بدبینی مردم به نظام است، ۱۰ تا ۱۵ روزنامه گویا از یک مرکز هدایت می‌شوند، تیترهایی می‌زنند که هر کس نگاه کند، فکر می‌کند همه چیز در کشور از دست رفته‌است! امید را در جوانان می‌میرانند، روح اعتماد به مسئولین را در مردم ضعیف می‌کنند، نهادهای رسمی را تضعیف می‌کنند، مدل این‌ها کیست؟ مطبوعات غربی هم این‌گونه نیستند، این یک شارلاتانیزم مطبوعاتی است.

چندی پیش از آن سعید حجاریان در مقابل ساختمان شورای شهر با شلیک دو گلوله به دهانش ترور شده و جامعه که هنوز در تب‌وتاب پروندهٔ بی‌سرانجام قتل‌های زنجیره‌ای بود با معمای دیگری مواجه شد و برخی روزنامه‌های اصلاح‌طلب با اشاره به سوابق اقدامات سپاه و بسیج و گروه انصار حزب‌الله از احتمال دست‌داشتن اینان در ترور سخن گفته بودند، خامنه‌ای از این احتمال هم عصبانی بود:
در هر حادثه‌ای جو تهمت فضا را پر می‌کند تروری اتفاق می‌افتد، هنوز هیچ اطلاعی در دست نیست، هنوز از این که این حادثه را چه کسی انجام داده، هیچ‌کس سر نخی نداشته، اما می‌بینید که در روزنامه تیتر می‌زنند، سپاه را متهم می‌کنند، بسیج را متهم می‌کنند، روحانیت را متهم می‌کنند، هدف از این کارها چیست؟ چرا با بسیج این قدر بد هستند؟
گرچه پس از دستگیری ضاربان روشن شد که عوامل ترور بر خلاف ادعای علی خامنه‌ای و همانگونه که مطبوعات پیش‌بینی می‌کردند، ارتباطاتی با سپاه و بسیج داشته‌اند.
حدود یک سال پیش از این اتفاق و در تاریخ ۱۰ مرداد ۱۳۷۸، رهبر ایران در جلسه مشترک با هاشمی رفسنجانی از قوه قضاییه انتقاد کرده بود که با وجود آنکه نظر وی را در مورد «روزنامه‌های فتنه‌انگیز» می‌داند اقدامی نکرده است. وی در آن جلسه به هاشمی گفته بود که با وجود درخواست سید محمد خاتمی، روزنامه سلام رفع توقیف نخواهد شده ولی «تذکر داده‌اند که مناسب نیست آقای سید محمد موسوی خویینی‌ها، صاحب امتیاز روزنامه سلام بازداشت شود». 

## توقیف
پس از سخنرانی ویژه خامنه‌ای که در جمع عده‌ای از هواداران در مصلای تهران برگزار گردید، قوهٔ قضائیه طی دو نوبت تمام روزنامه‌های اصلاح‌طلب را توقیف کرد. توقیف روزنامه‌های تمام احزاب اصلاح‌طلب را بی کم‌وکاست شامل می‌شد. از روزنامه‌های فتح و آفتاب امروز (نزدیک به مجمع روحانیون مبارز) تا روزنامهٔ رسمی حزب مشارکت (که برندهٔ اصلی انتخابات مجلس ششم بود). تنها روزنامه‌هایی که وابسته به ارگان‌های دولتی و تحت کنترل بیشتر بودند همچون همشهری و ایران، جان سالم به‌در بردند.
- روزنامه گزارش روز
- روزنامه بامداد نو
- روزنامه آفتاب امروز
- روزنامه پیام آزادی
- روزنامه فتح
- روزنامه آریا
- روزنامه عصر آزادگان
- روزنامه آزاد
- روزنامه صبح امروز
- روزنامه مشارکت
- روزنامه بیان
- هفته‌نامه پیام هاجر
- هفته‌نامه آبان
- هفته‌نامه ارزش
- ماهنامه ایران فردا
- روزنامه اخبار اقتصاد